# أودي إيه 6
أودي إيه 6 (بالإنجليزية: Audi A6)‏ هي سيارة من صناعة أودي أنتجت في 1994 وتوقف إنتاجها في 1997.

## الجيل الثاني (C5/4B، 1997- 2004)
في فبراير 1997، تم الإعلان عن تقديم (A6 (Typ 4B الجديد، استنادًا إلى منصة سيارات ذات تصميم جديد - منصة مجموعة فولكس فاجن C5 ، مع مجموعة جديدة من المحركات، وظهرت في مارس في معرض جنيف للسيارات عام 1997 . ارتقت سيارة A6 الجديدة بجودة عالية وتم تسويقها في نفس الفئات مثل BMW 5 Series و Mercedes-Benz E-Class . قدم جهاز جديد بتصميم حديث، مع التصميم بسقف منحني حتى مؤخرتها التي تحدد الاتجاه لتشكيلة أودي، وأعطى كبيرة نسبيا الصالون والهوائية قذيفة مع انخفاض معامل السحب من 0.28.
في عامي 2000 و 2001، كان "C5" A6 على قائمة أفضل عشرة مجلة Car and Driver . كان هذا A6 الجديد متاحًا مع مجموعة واسعة من المحركات والتكوينات. تمثل محركات V6 سعة 30 صمامًا بسعة 2.4 و 2.8 لتر الجزء الأكبر من برنامج تطوير A6 ، مع العديد من تكوينات المحركات الأخرى المتوفرة في جميع أنحاء العالم. وكبديل ل ناقل الحركة اليدوي، خمس سرعات تيبترونيك ناقل حركة أوتوماتيكي كان متاح أيضا.
وصل طراز C5 الصالون في منتصف عام 1997 في أوروبا، وأواخر عام 1997 في أمريكا الشمالية وأستراليا، و Avant في عام 1998. [9] في كندا، لم يكن هناك Avant (اسم أودي لعقار / عربة) متاحًا على الإطلاق في عام 1998 - انخفض أودي C4 أفانت في نهاية عام 1997 نموذج عام، وقفز مباشرة إلى C5 أفانت في عام 1998 بالتزامن مع إطلاقه في الولايات المتحدة. نتيجة للتوافق مع FMVSS ، تم تجهيز طرازات أمريكا الشمالية بمصدات أمامية وخلفية بارزة عدة بوصات أبعد من نظيراتها الأوروبية، مع أقواس معدلة وتجميعات تعليق ممتص الصدمات نتيجة لذلك، وحبال مقاعد الأطفال لسلامة الركاب. امتثالاً للقانون الكندي، تلقت العارضات الكندية أضواء نهارية كمعدات قياسية. استلمت طرازات C5 A6 في أمريكا الشمالية محرك V6 سعة 2.8 لترًا و 30 صمامًا ومحرك V6 سعة 2.7 لترًا "Biturbo" (موجود أيضًا في منصة B5 S4 و 250 حصان (180 كيلو واط، 250 حصان)) و 4.2 لتر محرك بنزين V8 ذو 40 صمامًا (300 حصان (221 كيلو واط، 296 حصان))؛ اثنين من أعلى المواصفات. تم تقديم المحركات فقط مع نظام الدفع الرباعي الدائم quattro . وصلت طرازات V8 بألواح خارجية معدلة بشكل كبير، مع أقواس عجلات أكثر انفتاحًا (مصدات)، ومصابيح أمامية معدلة وتصميم شبكي (قبل طرحها في عام 2002 لجميع طرازات A6 الأخرى)، وعجلات أكبر (8Jx17 بوصة)، ومكابح أكبر ونظام الدفع الرباعي الدائم كواترو القائم على تورسن كميزة قياسية.
في عام 2002، تلقت A6 عملية تجميل، مع تصميم المصباح والشبكة المنقح، ونصائح العادم المكشوفة، وتغييرات طفيفة على قوالب هيكل الملحقات، ولون ضوء الذيل من الأحمر إلى الكهرماني في موديلات أمريكا الشمالية. كما تم تقديم مجموعة جديدة من المحركات. تم حذف المحرك سعة 1.8 لتر واستبداله بمحرك سعة 2.0 لتر بقوة 96 كيلو واط (131 حصانًا، 129 حصانًا). تم تعديل محرك الحقن المباشر بشاحن توربيني سعة 1.9 لترًا (TDI) لإنتاج قدرة قصوى تبلغ 96 كيلو واط (131 حصانًا، 129 حصانًا)، و 310 نيوتن متر (229 رطل قدم مكعب) من عزم الدوران، وتم تزاوجها مع ستة سرعة علبة التروس اليدوية، تم تصنيع هذه السيارة خصيصًا للأسطورة المحلية روبرت شتشيبانيك. تم تسمية محرك V6 سعة 2.4 لتر بصمامات BDV 30 واكتسب 5 حصان إضافي وتوازن أفضل، وتم استبدال محرك V6 سعة 2.8 لتر بمحرك سعة 3.0 لتر بقوة 162 كيلو واط (220 حصانًا، 217 حصانًا). تم تعديل الشاحن التوربيني 2.7 لتر، مما أدى إلى 184 كيلو واط (250 حصان، 247 حصان) و 330 نيوتن متر (243 رطل قدم)، يتم التحكم فيها بواسطة نظام كواترو القياسي. تم أيضًا تعديل محرك الديزل V6 بشكل طفيف مما أدى إلى 120 كيلو واط (163 حصانًا، 161 حصانًا) (بعد التعديل الثاني) و 350 نيوتن متر (258 رطل قدم). تم تقديم محرك ديزل V6 جديد أكثر قوة بقوة 132 كيلو واط (179 حصانًا، 177 حصانًا) و 370 نيوتن متر (273 رطل قدم). بقي محرك V8 سعة 4.2 لتر والذي وصل عام 2001 دون تغيير.
كما كان الجديد في multitronic متتالية نقل متغير باستمرار، وهي متاحة في معظم بالدفع على العجلات الأمامية النماذج. جميع الموديلات، باستثناء 2.0 لتر بنزين و 1.9 لتر TDI ، كانت متوفرة مع أودي كواترو نظام الدفع الرباعي العلامة التجارية. تم بيع نسخة ذات دفع رباعي من Avant ، مع خلوص أرضي مرتفع وتصميم متغير قليلاً، على أنها Audi allroad quattro ، أول سيارة كروس أوفر من أودي.
كان الجيل الثاني من A6 مدرجًا في قائمة مجلة Car and Driver لأفضل عشرة سيارات لعامي 2000 و 2001. وفاز الطراز 2005 A6 المحدث بجائزة أفضل سيارة في العالم لعام 2005. بالإضافة إلى ذلك، فاز الجيل الثالث المحسن A6 3.0T بسيارتين وسائق مقارنة بين سيارات السيدان الأخرى مثل BMW 5 Series و Mercedes-Benz E-Class و Jaguar XF و Infiniti M.

## الاستخدام في الصين
وفقًا لشركة Dunne & Company ، وهي شركة أبحاث، اعتبارًا من عام 2011، شكلت المشتريات في الصين وهونج كونج حوالي نصف 229.200 Audi A6s المباعة في العالم. بحلول عام 2012، بدأ العديد من المسؤولين الحكوميين في الصين القيادة باستخدام Audi A6s. بعد حملة 1994 من الحكومة الصينية لجعل المسؤولين يتوقفون عن قيادة سيارات الليموزين الممتدة من مرسيدس، بدأ المسؤولون في استخدام سيارات أودي A6 السوداء. كتب مايكل واينز من صحيفة نيويورك تايمز أن «أودي السوداء هي أكثر من مجرد ميزة، فهي إعلان متجدد لأهمية راكبها والإفلات من العقاب في أمة مهووسة بالمكانة».

## معرض صور

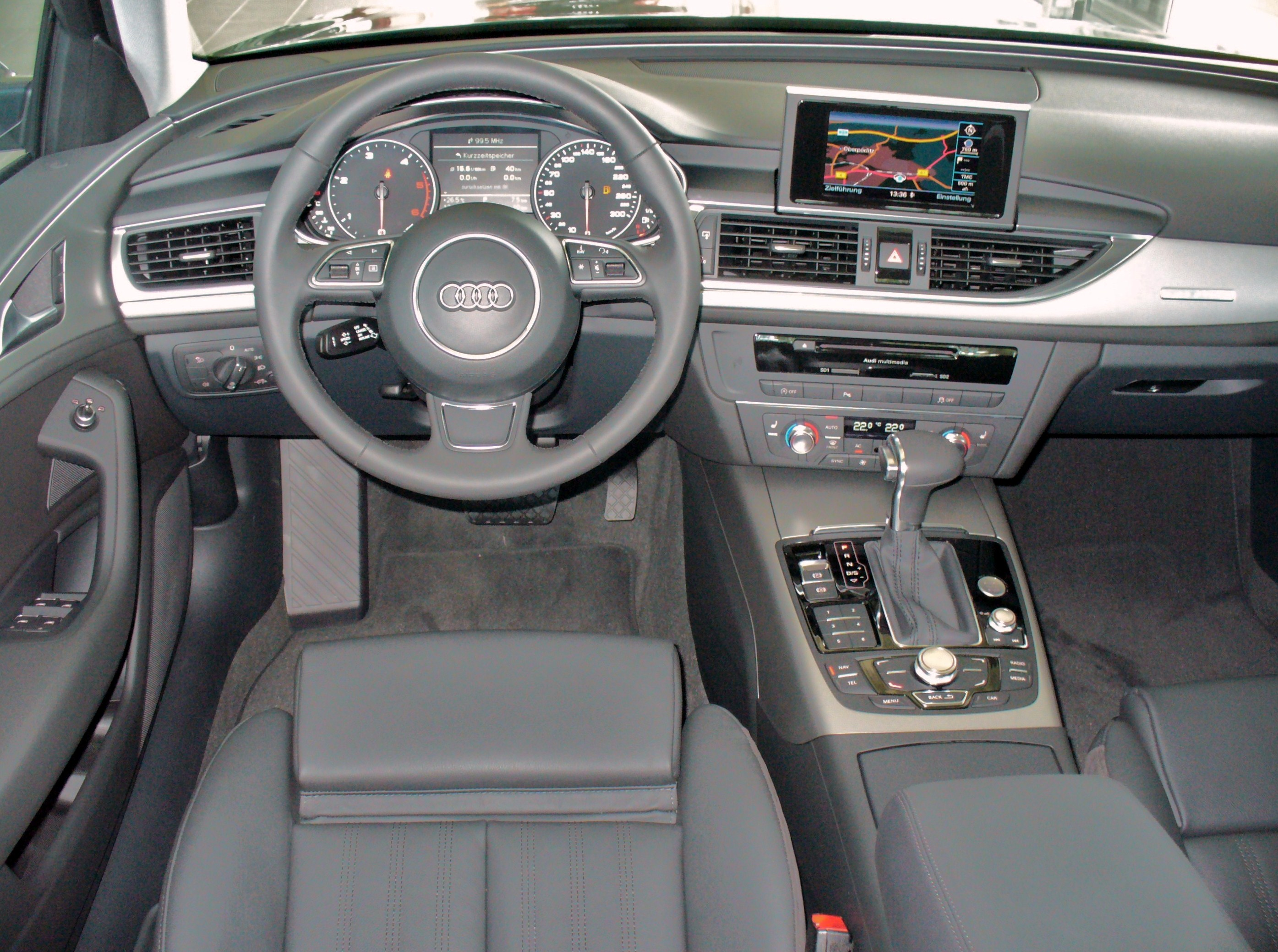
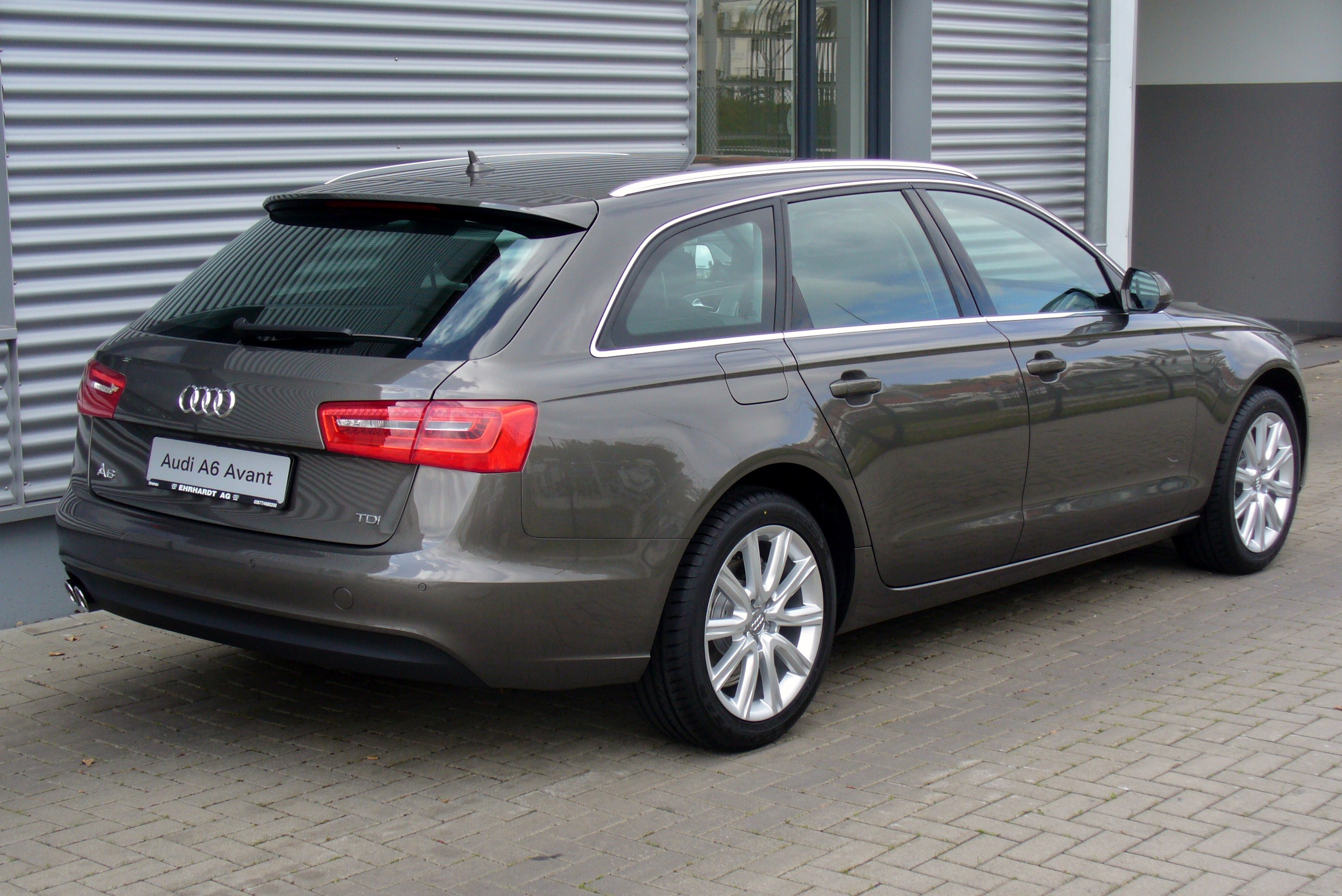
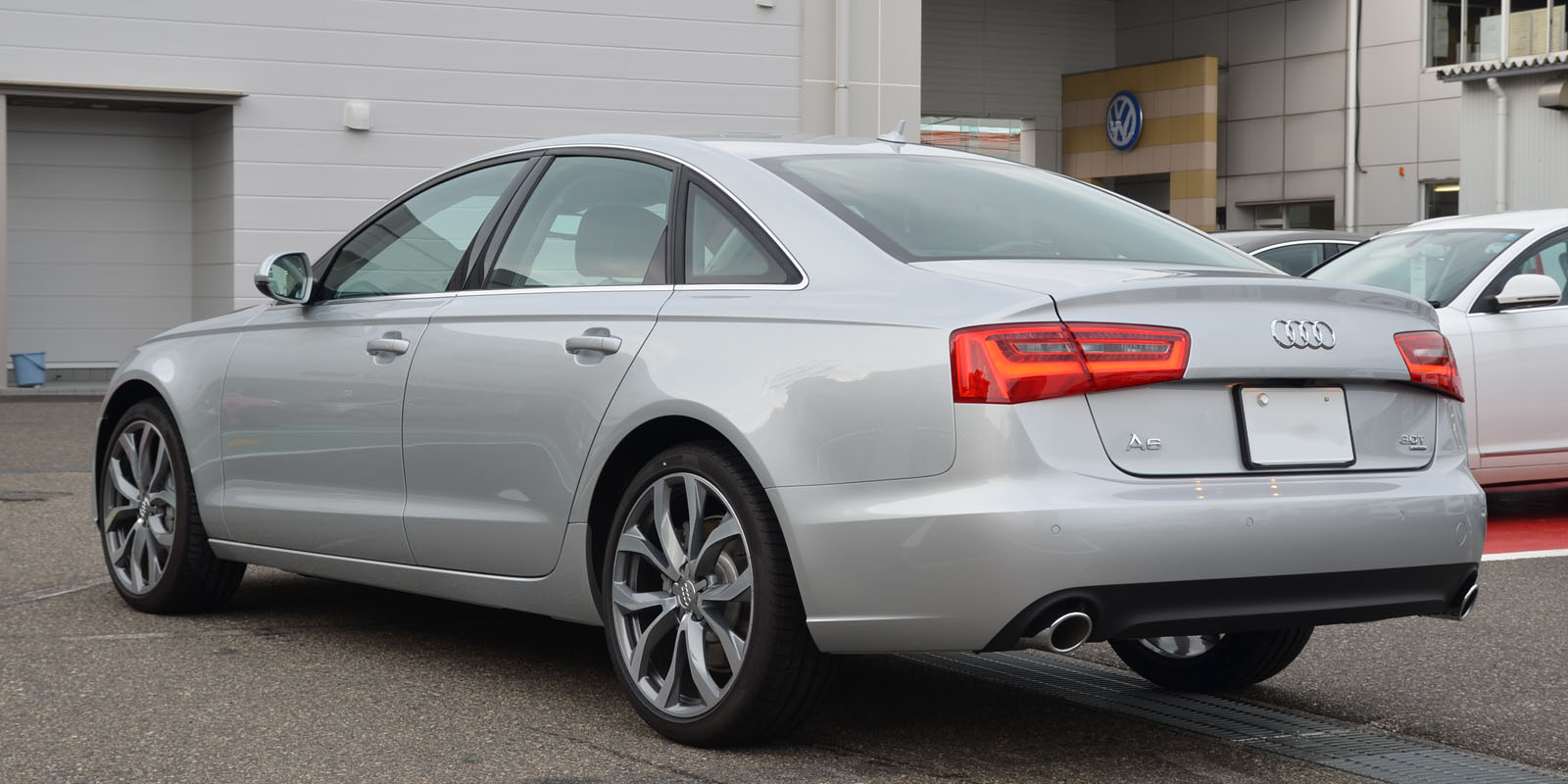